# ۴-دی‌فسفوسیتیدیل-۲-سی-متیل-دی-اریتریتول ۲-فسفات
۴-دی‌فسفوسیتیدیل-۲-سی-متیل-دی-اریتریتول ۲-فسفات (به انگلیسی: 4-Diphosphocytidyl-2-C-methyl-D-erythritol 2-phosphate) با فرمول شیمیایی C۱۴H۲۶N۳O۱۷P۳ یک ترکیب شیمیایی با شناسه پاب‌کم ۴۴۳۲۰۰ است. که جرم مولی آن ۶۰۱٫۲۹ g/mol می‌باشد. نامگذاری شده توسط ایوپاک 